# 圣玛丽欧谢讷
圣玛丽欧谢讷（法語：Sainte-Marie-aux-Chênes，法語發音：[sɛ̃t maʁi o ʃɛn]）是法国摩泽尔省的一个市镇，属于梅斯区。

## 地理
圣玛丽欧谢讷（49°11'30"N, 6°0'8"E）面积10.19 平方千米，位于法国大東部大區摩泽尔省，该省份为法国东北部内陆省份，是洛林的一部分，西南接默尔特-摩泽尔省，东临下莱茵省，北与卢森堡和德国接壤。
与圣玛丽欧谢讷接壤的市镇（或旧市镇、城区）包括：欧布埃、巴蒂伊、奥梅库尔、穆瓦讷维尔、圣艾、阿芒维莱、蒙图瓦拉蒙塔涅、龙库尔、圣普里瓦拉蒙塔涅。

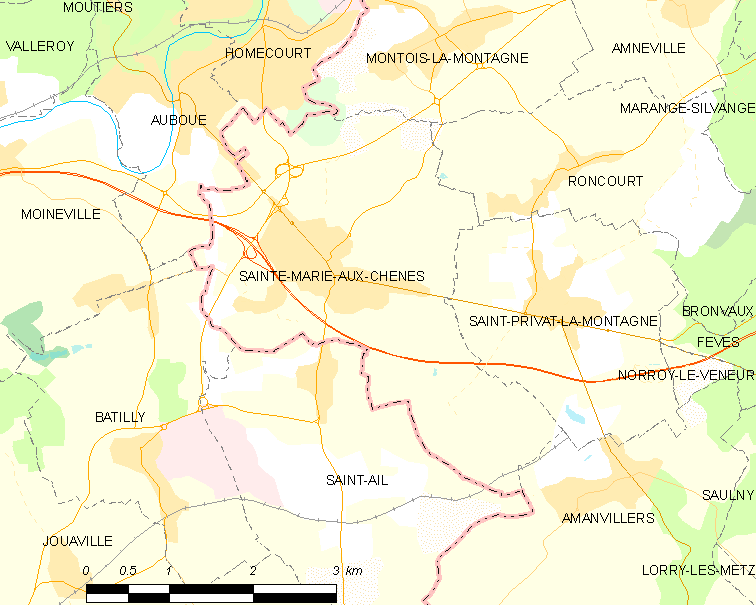
圣玛丽欧谢讷的OSM定位图

圣玛丽欧谢讷的时区为UTC+01:00、UTC+02:00（夏令时）。

## 行政
圣玛丽欧谢讷的邮政编码为57255，INSEE市镇编码为57620。

## 政治
圣玛丽欧谢讷所属的省级选区为龙巴县。

## 人口

1962-2008年间圣玛丽欧谢讷人口变化图示

圣玛丽欧谢讷于2022年1月1日时的人口数量为4512人。